# Bonaventura de Baccarini
Francesco Baccarini, anche noto come Bonaventura da Piacenza (Cesena, 11 maggio 1586 – Cagliari, 17 dicembre 1647), fu un predicatore dei frati cappuccini segretario della procura generale a Roma dal 1637 al 1638.

## Biografia
Fra Bonaventura de' Baccarini da Piacenza dopo essere stato padre guardiano in vari conventi e segretario della procura generale a Roma fu inviato nel 1638 in esilio a Cagliari "per un comportamento inconsueto". A lui si deve la conservazione di almeno una ventina di reliquie di martiri cagliaritani ritrovate in alcune catacombe che giunsero a Piacenza da Pier Maria Campi in tre momenti a partire dal 1643 e fino al 1646.